# 新城幸也
新城 幸也（あらしろ ゆきや、1984年〈昭和59年〉9月22日 - ）は、沖縄県石垣市登野城出身のサイクルロードレース選手。チームソリューションテック・ヴィーニファンティーニ所属。沖縄県立八重山高等学校卒業。
2009年7月には、別府史之とともに日本選手として13年ぶりにツール・ド・フランスに出場し、日本人で初めてツール・ド・フランスを完走した選手の一人となった。更に2010年のジロ・デ・イタリアを完走、2015年にはブエルタ・ア・エスパーニャを完走し、3大グランツール全てを初めて完走した日本人ライダーとなった。2012年のツール・ド・フランスでは第4ステージにおいて敢闘賞を獲得。日本人で初めてグランツールの表彰台に上がった選手となった。

## 経歴

### ハンドボール時代
小学校5年生のときに初めてロードバイクに乗ったが、中学2年でハンドボールに出合いハンドボール中心の生活を送り、自転車に乗るのはトライアスロンの時だけだったという。高校3年夏でハンドボール部を引退した後、父の知り合いのロードレース選手・福島晋一がツアー・オブ・ジャパン宇都宮ステージで優勝した際のビデオテープを見て自転車競技の道を志す。

### ロードレースへの転向
福島に才能を見込まれ、高校卒業後に本格的に自転車競技へ転向。福島が航空券の費用を出し渡仏、フランスへ自転車留学した後、アンカーエスポワールに所属。
2006年はチームブリヂストン・アンカーに所属していた福島らとともに、新しく発足した日本初の独立チームであるチーム・バン・サイクリングに移籍、ツール・デュ・リムザン（Tour du Limousin）で総合3位を獲得。そしてU-23部門での日本選手権で逃げ切りを決め優勝。
2007年からはチーム・バンの活動停止を受け、ほぼ同メンバーにより結成された新チームエキップアサダ（2007年＝NIPPOコーポレーション・梅丹本舗・エキップアサダ、2008年＝梅丹本舗・GDR）に所属する。この年、土砂降りと濃霧で大混乱となった日本選手権で優勝する。
2008年にはツール・デュ・リムザンで自身2度目の総合3位と区間優勝を獲得。
イタリアのヴァレーゼで開催された2008年ロード世界選手権大会に日本代表として出場するも、完走選手中最下位の77位。

### 2009年
大きなレースで上位入着を重ねた実力が認められ、2008年12月からはUCIプロチームであるBbox ブイグテレコムと1年間の契約を結び、プロツアー選手となった。
- ダンケルク4日間レース 総合9位

#### ツール・ド・フランス
2009年、ツール・ド・フランスへの出場が決定。日本人の出場は、1996年大会の今中大介に続いて、戦後2人目となる。2009年6月25日、芸能プロダクションのホリプロとマネージメント契約を結んだ。
2009年のツール・ド・フランスでは「完走よりもステージ優勝を狙う。ステージ優勝できたら次の日にリタイアしてもいい」と公言し、第2ステージでのゴールスプリントで5着に入る活躍を見せた。チームにはパンチャーとして登録されていたが、この結果によりチーム側からスプリンター扱いを受け、レース中自らアタックすることを禁じられてしまう。また第6ステージで落車した影響で一時調子を落としたこともあり、その後は活躍する場面が見られなかったが、最終的に無事3週間のレースを終え完走を果たした。別チームで出場していた別府史之も無事完走し、凱旋門をバックに二人が肩を組む写真が自転車専門誌の表紙を飾った。

#### その他
同年9月の世界選手権では、序盤から逃げ集団に加わって、全19周のうち残り4周まで逃げ続けるという活躍を見せた（レースそのものは未完走）。

### 2010年
2010年シーズンは新城にとって大きく飛躍を遂げる年となった。

#### ジロ・デ・イタリア
2010年はシーズン序盤こそレース終盤での脱落が目立ったが、ジロ・デ・イタリアのメンバー入りを果たすと、第5ステージで得意の大逃げを決め、ゴールスプリントで敗れはしたものの3位に入る。これはグランツールにおける日本人選手としては最高成績であり（2022年5月現在）、グランツール・プロツアーで十分に戦えることを証明した。
その後のステージでは、平地はスプリンターのウィリアム・ボネのアシストとしてチームに貢献、山岳ステージに於いても成長を見せ、悪天候かつ近年稀に見る難コースをクリアしていった。中でも、山岳コースの第17ステージでは再び逃げに乗り、終盤でメカニカルトラブルによる一時ストップを余儀なくされたもののステージ13位、翌第18ステージではボネを集団前方に引き上げる役割を果たしながら自らもスプリントに参戦しステージ13位を記録、最難関の山岳である第20ステージでも標高2618mのガヴィア峠頂上にトップから僅か5分遅れで到達するなどの活躍により最終的に総合優勝のイヴァン・バッソから3時間22分21秒遅れ、91時間06分22秒の総合93位で完走した。

#### ツール・ド・フランス
先のジロ・デ・イタリアに引き続き二年連続でツール・ド・フランス出場を果たした。尚、同年にグランツール二大会出場を果たしたのは日本人選手初の快挙である。役割としてはトマ・ヴォクレールと2人で大逃げを狙うのがメインだが、逃げに失敗した場合にはセバスティアン・テュルゴの発射台、もしくは単独でのスプリントと多数の任務を抱える重要な選手となった。
第11ステージではゴール前スプリントに絡み、マイヨ・ヴェールのトル・フースホフトをゴールライン手前で差すなど世界の並み居る強豪スプリンター達を相手に全く引けを取ることなく、見事6位に入賞。

#### その他
10月3日にオーストラリアのメルボルンで開催された世界選手権自転車競技大会エリート男子ロードレース部門に別府史之と土井雪広と共に日本ナショナルチームで出場し、優勝したノルウェーのトル・フースホフトと同タイムの9位でゴール、近代自転車ロードレースに於ける日本人過去最高成績を残した。
世界選手権から1週間後の10月10日、伝統のクラシックレース「パリ〜ツール」にブイグテレコムのエースとして出場し、ゴールスプリントに絡み5位入賞を果たす。
- グランプリ・ド・ラ・ソム 7位

### 2011年
2010年一杯で現所属チームのメインスポンサーであるブイグテレコムが撤退したが、新スポンサーとして大手レンタカー会社のヨーロッパカーが加わることが決まり、新城もチームと2年間契約を延長した。
- 第31回アジア自転車競技選手権大会
  - 個人ロードレース 優勝
  - 個人タイムトライアル 4位
- パリ〜コレーズ 総合5位
- ツール・デュ・リムザン 総合10位

### 2012年
- パリ〜ニース 山岳賞部門 5位
- 4月1日、フレッシュ・デメロードのレース中に落車し左手首を骨折。
- 5月1日、ロンドンオリンピック代表選手に選出[8]。
- 7月28日、ロンドンオリンピック 個人ロード48位
- 8月17日、ツール・デュ・リムザン 総合優勝[9]。

#### ツール・ド・フランス
6月30日、ベルギーのリエージュで開幕したツール・ド・フランスに唯一の日本人として出場。元日本チャンピオンであることなどから、ジャージの襟と袖口がオレンジで縁どられ、日の丸を付けたものが用意された。ゼッケンは22番。昨年総合4位のトマ・ヴォクレールやマイヨ・ブランのピエール・ロランのアシストを務めるのが主な役目だが状況に応じて逃げやスプリントにも加わった。第2ステージではゴールスプリントに加わりステージ15位。
第3ステージでエースのヴォクレールが大きく遅れたことからチーム戦略が変更され、第4ステージではスタートの旗が振られると同時にアタックをかけた。地元ノルマンディー地方出身のアントニー・ドゥラプラスとダヴィ・モンクティエの2選手と3人での逃げ集団を形成。メイン集団とのタイム差は一時8分前後となり、3人の中で総合トップだった新城は日本人で初めて暫定マイヨ・ジョーヌとなる。さらに、ほかの2人に山岳ポイントを譲る代わりに、日本人で初めて中間スプリントポイントをトップ通過した。残り8km地点でメイン集団に吸収されたが、逃げのアタックを決めたことと積極的にレースを進めたことなどが評価され、2009年最終ステージの別府史之に続きツール史上日本人2人目となる敢闘賞を獲得。また日本人で初めて表彰台に上がり、翌第5ステージは赤ゼッケンをつけ出走した。
このほか後半ステージでも何度も逃げ集団でレースを進めるなど積極的にレースを進めた。第16ステージの逃げではレース序盤の超級山岳オービスク峠で山頂直前まで先頭を牽きエースのヴォクレールをアシストし自らも3位通過を果たした。
最終総合成績は日本人初の2桁順位となる2時間29分13秒遅れの84位。ポイント賞33位(52pts)、山岳賞25位(18pts)。第4ステージ敢闘賞。アシストとして、チームのステージ3勝 (ヴォクレール2勝、ロラン1勝)、敢闘賞4回 (ヴォクレール2回、新城・ロラン各1回)、ヴォクレールの山岳賞、ロランの総合8位に大きく貢献した。

### 2013年

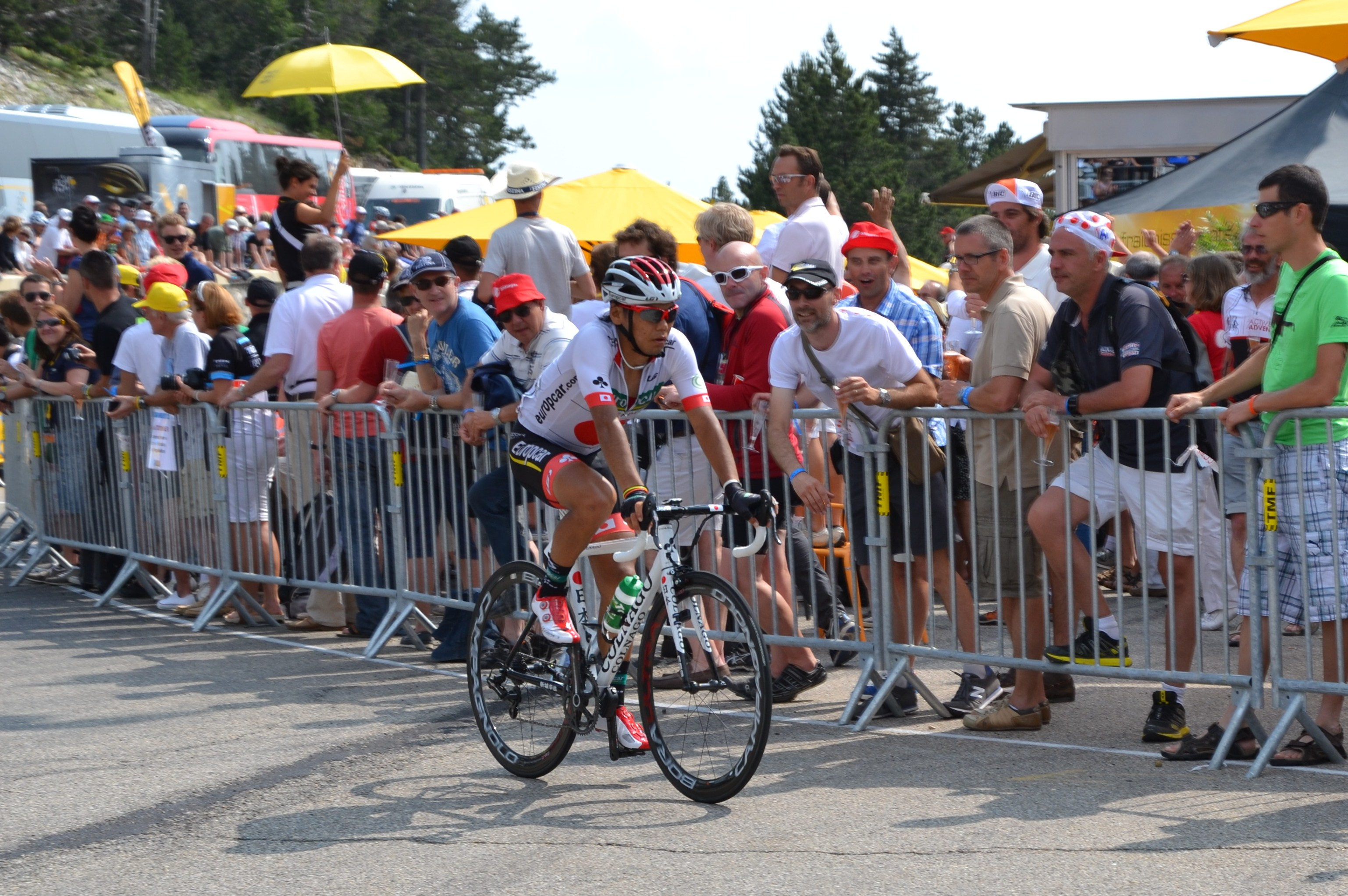
日の丸のチャンピオンジャージで走行する新城

6月23日、大分県で行われた全日本自転車競技選手権大会にて2007年以来6年ぶりの優勝を果たす。
8月23日、ツール・デュ・リムザン 総合2位、このレースの模様は後日毎日放送の『情熱大陸』にて放送された。
10月、ヨーロッパカーと2015年末までの契約を更新した。

#### ツール・ド・フランス
自身4度目のツール・ド・フランスは、前述の全日本自転車競技選手権大会の優勝により、日本人選手初のナショナルチャンピオンジャージでの出場となった。
第2ステージではゴールスプリントに加わり12位。第5ステージでは逃げ集団に加わり一時暫定マイヨ・ジョーヌになったが残り9kmで後続に吸収された。第12ステージで落車に巻き込まれ、左手に怪我を負ったが、リタイアすること無く、最終ステージまで完走した。総合成績は99位。

### 2014年
4月20日、アムステルゴールドレースにて、アルデンヌクラシック日本人選手史上最高位となる10位に入る。

#### ジロ・デ・イタリア
ジロ・デ・イタリアに2回目の出場。3度の落車を乗り越えて総合成績128位で完走を果たした。

#### ツール・ド・フランス
ツール・ド・フランスに3年連続5回目の出場。過去最高の総合成績65位で完走を果たした。

### 2015年
4月26日、リエージュ〜バストーニュ〜リエージュにて、ゴール前約42kmの地点で落車しリタイヤ、左肩甲骨先端の陥没骨折と左肋骨上部の骨折を負った。

#### ブエルタ・ア・エスパーニャ
ブエルタ・ア・エスパーニャに初出場。総合成績65位で完走を果たし、日本人として初めて全グランツールを完走した選手となった。

#### 移籍
2015年10月15日、2016年シーズンよりランプレ・メリダへ移籍することが発表された

### 2016年
2月12日、ツアー・オブ・カタールでのレース中に転倒し、左大腿（だいたい）骨を骨折したが、5月29日に開幕したツアー・オブ・ジャパンでレースに復帰し、6月4日の第7ステージ（伊豆ステージ）でステージ優勝をあげた。

#### ツール・ド・フランス
6度目の出場となったツール・ド・フランスでは、第6ステージでヤン・バルタとともに逃げに乗り、2012年以来4年ぶりの敢闘賞を獲得。最終的に総合116位で完走を果たした。

### 2017年
バーレーン・メリダへ移籍

### 2018年
日本ナショナルチームとしてツール・ド・台湾に出場し、総合優勝・アジアンリーダー賞を獲得

### 2022年
拠点をフランスからアンドラ公国に移した。全日本自転車競技選手権大会個人ロードレースにて、2013年以来9年ぶりの優勝。

### 2024年
8月3日、自身4度目のオリンピックとなるパリ五輪ロードレースに出場し56位で完走。
10月、ジャパンカップ出場を前に2017年より所属したバーレーン・ヴィクトリアスを今季限りで退団する事が明らかになる。
12月5日、UCIプロチームであるトスカーナファクトリー・ヴィーニファンティーニと2025年シーズンより1年契約を結んだ事が明らかになった。

## 主な実績
2005年
全日本自転車競技選手権大会・U23部門 ロード&タイムトライアル 優勝
2006年
ツール・デュ・リムザン 総合3位、新人賞
世界選手権自転車競技大会・U23部門 個人ロード 14位
ツール・ド・おきなわ 3位
2007年
 全日本自転車競技選手権大会 ロード 優勝
ブエルタ・ア・レオン 総合2位
ツール・デュ・ジュラ 2位
ツール・ド・北海道 総合3位。区間1勝(第4)
ツール・ド・おきなわ 3位
ツアー・オブ・ジャパン 区間1勝(第7)
2008年
ツール・ド・おきなわ 総合優勝、区間2勝(第1、2)
ツール・デュ・リムザン 総合3位、区間1勝(第2)
ツール・ド・熊野 総合3位
2009年
ツール・ド・フランス
総合129位
第2ステージ5位
ダンケルク4日間レース 総合9位
2010年
ジロ・デ・イタリア
総合93位
第5ステージ3位
ツール・ド・フランス
総合112位
第11ステージ6位
世界選手権（メルボルン） エリート男子ロード 9位
パリ〜ツール 5位
2011年
第31回アジア自転車競技選手権大会
個人ロードレース 優勝
個人タイムトライアル 4位
全日本自転車競技選手権大会 ロード 2位
2012年
ツール・ド・フランス
 第4ステージ敢闘賞、中間スプリント 1位通過
第16ステージ 山岳超級カテゴリ・オービスク峠3位通過
第18ステージ 山岳4級カテゴリ（コート・ド・スイヤック） 1位通過
総合84位
ロンドンオリンピック個人ロードレース 48位
ツール・デュ・リムザン 総合優勝
2013年
 全日本自転車競技選手権大会 ロード 優勝
ツール・ド・フランス
総合99位
ツール・デュ・リムザン 総合2位
2014年
アムステルゴールドレース 10位
ジロ・デ・イタリア
総合128位
ツール・ド・フランス
総合65位
2015年
ブエルタ・ア・エスパーニャ
総合65位
2016年
第36回アジア自転車競技選手権大会
個人ロードレース 2位
ツール・ド・フランス
 敢闘賞　（第6ステージ）
リオデジャネイロオリンピック
個人ロードレース 27位
2017年
香港サイクロソン　3位
2018年
アジア選手権　優勝（チームタイムトライアル）
ツール・ド・台湾 　総合優勝、アジアンリーダー賞
2019年
ツール・ド・フランスさいたまクリテリウム　優勝
2021年
東京オリンピック自転車男子個人ロードレース 35位（6時間15分38秒）
2022年
 全日本自転車競技選手権大会 個人ロードレース 優勝
2024年
パリオリンピック自転車男子個人ロードレース 56位（6時間28分31秒）
2025年
ツアー・オブ・タイランド　総合4位、第1ステージ2位

## 出演

### テレビ
- 情熱大陸（毎日放送、2013年11月10日）
- 心ゆさぶれ!先輩ROCK YOU（日本テレビ、2014年1月25日） - ゲスト出演（オリエンタルラジオの中田敦彦と共演）
- グッと!スポーツ（NHK2017年1月24日

世界を知るロードレーサー
- 東京VICTORY（TBS、2020年3月7日）

## 脚質
本人も「好きなのは逃げ」と常に語るほどの逃げが得意なライダー。きちんとローテーションすれば2012年ツール・第4ステージのように200km以上を実力で逃げ切るほどの巡航力を誇る。それに加え単独での逃げアタック能力（2009年世界戦、2010年ジロ）、ゴールスプリントでのスプリンター並みのパワー（2009年ツール）をみせるなど、短距離でも鋭い足を誇る平地型のパンチャーといえる。そのため過去にはチーム内でエーススプリンターであるウイリアム・ボネのアシストとして（新城が発射台役）動くオーダーが多いが、逃げが許される状況では積極的なレースを見せていた。さらに近年はヴォクレールの山岳アシストを努めるなど、山岳区間でも無難な走りを見せていることから、中規模のステージレースではエース格のポジションを任されている。